# Braslovje
 Braslovje  falu Horvátországban Zágráb megyében. Közigazgatásilag Szamoborhoz tartozik.

## Fekvése
Zágrábtól 25 km-re, községközpontjától 7 km-re délnyugatra a Zsumberk-Szamobori-hegység keleti lejtőin fekszik.

## Története
A település neve 1283-ban még földterületként tűnik fel „Brazlaula terra” alakban. 1513-ban „Brayzlawye possessio” néven birtokként, 1673-ban „Broszlauie” néven szerepel. 1857-ben 251, 1910-ben 379 lakosa volt. Trianon előtt Zágráb vármegye Szamobori járásához tartozott. 2011-ben 343 lakosa volt.

## Lakosság
| Lakosság változása | Lakosság változása | Lakosság változása | Lakosság változása | Lakosság változása | Lakosság változása | Lakosság változása | Lakosság változása | Lakosság változása | Lakosság változása | Lakosság változása | Lakosság változása | Lakosság változása | Lakosság változása | Lakosság változása | Lakosság változása |
| ------------------ | ------------------ | ------------------ | ------------------ | ------------------ | ------------------ | ------------------ | ------------------ | ------------------ | ------------------ | ------------------ | ------------------ | ------------------ | ------------------ | ------------------ | ------------------ |
| 1857               | 1869               | 1880               | 1890               | 1900               | 1910               | 1921               | 1931               | 1948               | 1953               | 1961               | 1971               | 1981               | 1991               | 2001               | 2011               |
| 251                | 274                | 311                | 296                | 297                | 379                | 394                | 470                | 454                | 460                | 451                | 450                | 427                | 404                | 361                | 343                |

## Nevezetességei
A Szentháromság-kápolnát a szőlőhegyek között, a település fölé emelkedő helyen emelték. Egyhajós épület, téglalap alaprajzzal, keskenyebb sokszög záródású szentéllyel, sekrestyével és a szentélytől északra épített piramissapkás harangtoronnyal. Belül dongaboltozattal rendelkezik. A kápolnát először 1683-ban említik, de a főportál zárókövére az 1772-es évszámot írták. A barokk fő és mellékoltárok fennmaradtak.